# كي كوسونوكي
كي كوسونوكي (باليابانية: 楠桂؛ بالكانا: くすのき けい) هي مانغاكا يابانية، ولدت في 24 مارس 1966 في إواكورا في اليابان.

## وصلات خارجية
- الموقع الرسمي
- كي كوسونوكي على موقع IMDb (الإنجليزية)
- كي كوسونوكي على موقع ميوزك برينز (الإنجليزية)
- كي كوسونوكي على موقع ديسكوغز (الإنجليزية)
- كي كوسونوكي على موقع قاعدة بيانات الفيلم (الإنجليزية)